# Archive of Our Own
Archive of Our Own (сокр. AO3, с англ. — «Наш собственный архив») — некоммерческий пополняемый пользователями репозиторий фанатского творчества (фанфиков и фан-арта). Создан в 2008 году Организацией трансформационных работ и был открыт для публичного бета-тестирования в ноябре 2009 года. На июль 2023 года AO3 содержит около 11 млн работ в более чем 51190 фэндомах.
Archive of Our Own работает на открытом исходном коде, практически полностью написанного волонтёрами фреймворка Ruby on Rails. Разработчики сайта открыли возможность пользователям отправлять запросы о реализации тех или иных функций через инструменты Trello.
Сайт получил положительные отзывы от критиков и публики за удобную навигацию и грамотную организацию сайта. В 2019 году сайт стал лауреатом премии «Хьюго» в номинации «Лучшая работа о фантастике».

## История
Предтечей Archive of Our Own был созданный в 2007 году ресурс FanLib, созданный с целью монетизации фанатского творчества в противовес уже существовавшему тогда сайту FanFiction.net. После критики в адрес сайта была основана некоммерческая Организация трансформационных работ (англ. Organization for Transformative Works), которая в октябре 2008 года создала Archive of Our Own, а 14 ноября 2009 года открыла его для публичного бета-тестирования. Название сайта было придумано в частности благодаря эссе Вирджинии Вульф «Своя комната».
В 2013 году расходы сайта составляли примерно 70000 долларов. Авторы фанфиков на ресурсе через Tumblr провели аукцион, в котором было собрано 16729 долларов на управление сайтом. В 2018 году предполагаемые расходы составляли примерно 260 тыс. долларов.
29 февраля 2020 года сайт был заблокирован в Китае. Несмотря на то, что процесс блокировки был запущен гораздо раньше, в сети вину за это возложили на фанатов актера Сяо Чжаня, так как на фанфик с его  присутствием поступила жалоба. Это событие получило название Инцидент 227.
14 апреля 2023 года заблокирован на территории Российской Федерации из-за невыполнения требований Роскомнадзора по удалению фанфиков по вселенным «Гарри Поттер» и «Звёздные войны», содержащих детскую порнографию.

## Функциональность
В Archive of Our Own существует система категоризации и возрастных ограничений (рейтинга) работ, основанная на присутствии в работе того или иного сюжетного элемента или персонажа каноничного произведения. Около 300 волонтёров на сайте вручную соединяют группу тэгов с поисковой системой AO3. Сайт требует от пользователей присваивать собственным работам возрастные ограничения, а также устанавливать предупреждения о содержании касательно сексуальной ориентации персонажей или значимых сюжетных событиях (например, «смерть основного персонажа», «описания насилия»).
Пользователи сайта могут отмечать понравившиеся работы, оставляя «kudos», что эквивалентно кнопке «нравится» на других ресурсах, а также оставлять комментарии и заносить работы в публичные или приватные закладки.
С мая 2022 года авторы фанфиков имеют возможность блокировать комментарии определенных пользователей. Читатели также могут скрывать комментарии пользователей, которые не хотят видеть.

## Содержание
В феврале 2014 года сайт содержал 1 млн работ (включая фанфики, фан-арты и фанатские подкасты) в 14353 фэндомах, из которых большая часть была написана по мотивам фильмов кинематографической вселенной Marvel, сериалов «Сверхъестественное», «Шерлок» и франшизе «Гарри Поттер».
Archive of Our Own придерживается политики минимальной цензуры контента, то есть не ограничивает авторов в публикации работ по тем или иным жанрам или категориям. Фанфики, в которых содержится информация, не подходящая для несовершеннолетних читателей, предупреждают об этом пользователей сайта перед чтением, требуя подтвердить совершеннолетие читателя.
На сайте имеет место корреляция между длиной работы и её популярностью; так, фанфики длиной около 1000 слов зачастую проигрывают в популярности фанфикам, приближенным по длине к романам.
По состоянию на июнь 2020 года, наиболее просматриваемой работой на сайте является фанфик по японской медиафраншизе «Атака титанов» «狱门调教（1——4)» за авторством Saviel, который был просмотрен свыше 1,5 млн раз, а среди работ на английском языке — фанфик по франшизе «Моя геройская академия» «Yesterday Upon The Stair» за авторством PitViperOfDoom, набравший чуть более 1,2 млн просмотров.

## Критика
В 2012 году журналисты ресурса The Daily Dot Эйджа Романо и Гэвия Бейкер-Уайтлоу назвали Archive of Our Own «краеугольным камнем сообщества фанфикшена».
Журнал Time поместил Archive of Our Own в список 50 лучших сайтов 2013 года.